# Олівенса
Оліве́нса (ісп. Olivenza, МФА: [oliˈβenθa]; порт. Olivença, МФА: [o.ɫi.ˈvẽ.sɐ]) — муніципалітет і місто в Іспанії, у складі автономної спільноти Естремадура, у провінції Бадахос. Розташоване у невизначеній ділянці португальсько-іспанського кордону. Об'єкт територіальної суперечки між Іспанією та Португалією. Засноване у ХІІІ столітті як містечко лицарів-тамплієрів на території Кастильського королівства. 1297 року перейшло до Португалії, у складі якої залишалося до 1801 року. Окуповане Іспанією в ході Апельсинової війни, стало іспанським містечком за умовами Бадахоського договору. Відтоді де-факто перебуває під іспанським управлінням. 1858 року отримало статус міста. Португальська сторона не визнає чинність Бадахоського договору й апелює до рішень Віденського конгресу 1815 року, за яким містечко мусить бути повернене офіційному Лісабону. Олівенська проблема залишається актуальною темою португальсько-іспанських відносин. Населення — 11 906 осіб (2010). Історичне населення — португальці, які протягом XIX—XX століть зазнали іспанізації.

## Географія
Муніципалітет розташований на португальсько-іспанському кордоні.
Муніципалітет розташований на відстані близько 350 км на південний захід від Мадрида, 24 км на південний захід від Бадахоса.

## Історія
1170 року, під час Реконкісти, терени Олівенси звільнили від мусульманських завойовників війська португальського короля Афонсу І. Район ненадовго увійшов до складу Португальського королівства, але 1189 року мусульмани повернули його собі. 1230 року ці землі вдруге звільнили війська леонського короля Альфонсо IX, який приєднав їх до свого Кастильсько-Леонського королівства. Він подарував цей район лицарям-тамплієрам, які 1259 року заснували у ньому містечко Алькончель, перше поселення від якого веде свою історія Олівенса. Окрім містечка вони спорудили перший замок та міську церкву. 1278 року кастильсько-леонський король Альфонсо X забрав у тамплієрів Олівенсу та околиці й дарував їх Бадахоському єпископству.
1297 року Олівенсу було визнано португальською за умовами Альканісеського договору між Португалією та Кастилією. Того ж року португальський король Дініш надав Олівенсі форал, яким визнав за поселенням статус містечка та муніципальні самоврядні права. Він звів перші мури довкола поселення.
1510 року португальський король Мануел I оновив міську хартію Олівенси, відбудував міські фортифікацій та навів Олівенський міст через річку Гвадіану (так званий міст Діви Марії) на шляху до Елваша. Одночасно розпочалося будівництво церкви святої Марії Магдалини, що стала згодом резиденцією Сеутських єпископів.
Під час Реставраційної війни 1640—1668 років між Португалією та Іспанією Олівенсу окупували іспанські війська. Проте за умовами Лісабонського мирного договору (1668) містечко разом із околицями повернулося до складу Португальського королівства.
1709 року, у ході війни за іспанську спадщину, іспанські сили зруйнували Олівенський міст, залишки якого можна бачити у місті по сьогодні (1967 року португальський уряд проголосив його пам'яткою історії національного значення).
20 травня 1801 року іспанці окупували португальську Олівенсу під час Апельсинової війни. За умовами Бадахоського договору (1801) вона відійшла Іспанії разом із землями лівого берега Гуадіани. 26 січня 1805 року іспанці заборонили обіг португальської валюти у містечку, а 20 лютого наклали заборону на викладання португальською мовою в місцевих школах. 14 серпня того ж року іспанська мова стала офіційною мовою діловодства в Олівенсі. Коли почалася Піренейська війна португальська сторона заявила, що воєнні дії нівелюють положення Бадахоського договору й звернулася з вимогою до Іспанії повернути містечко. 1810 року Португалія заручилася підтримкою Великої Британії у питанні Олівенси в обмін на низку привілеїв у португальських колоніях у Гвінеї-Бісау, й почала переговори з іспанцями. У березні 1811 року Олівенсу захопили французькі війська під проводом генерала Сульта, але вже у квітні їх вибили англійсько-португальські сили під командуванням Вільяма Бересфорда. 1814 року за умовами Паризького миру, у якому Іспанія не брала участі, чинність Бадахоського договору була скасована. На Віденському конгресі 1815 року португальці намагалися повернути собі Олівенсу, вписавши у рішення конгресу вимогу про повернення містечка Португалії. Іспанці протестували проти португальських претензій і, після ратифікації рішення в 1817 році, не повернули Олівенсу, інтерпретуючи текст постанов як дорадчий, а такий, що зобов'язує. У відповідь на непоступливість іспанської сторони в Олівенському питанні Португалія окупувала іспанський Уругвай в 1821 році.
1840 року іспанська влада заборонила публічне використання португальської мови в Олівенсі, включаючи церкви. 1858 року іспанська королева Ізабела II надала містечку Олівенса статус міста.
1864 та 1926 року Португалія та Іспанія демаркували свій спільний кордон на Піренейському півострові, але кордон в районі Олівенси залишився офіційно невизначеним. Під час громадянської війни в Іспанії 1936—1939 років португальські війська готувалися захопити Олівенсу з Елвашу, але не отримали урядового наказу. 1977 року Португалія та Іспанія підписали договір про дружбу та співробітництво, не торкаючись Олівенського питання, що лишається замороженим. 2000 року, за попередніми домовленостями з іспанською стороною, португальці збудували у місті новий Олівенський міст через Гуадіану. 2010 року іспанська влада дозволила повернути португальські назви частині вулиць Олівенси, що були перейменовані іспанською на початку XX століття.

## Поділ
На території муніципалітету розташовані такі населені пункти: (дані про населення за 2010 рік)
- Олівенса: 10001 особа
- Сан-Беніто-де-ла-Контьєнда: 578 осіб
- Сан-Франсіско-де-Олівенса: 470 осіб
- Сан-Хорхе-де-Алор: 490 осіб
- Сан-Рафаель-де-Олівенса: 268 осіб
- Санто-Домінго: 18 осіб
- Вільярреал: 81 особа

## Демографія
Динаміка населення (INE ):